# Mutinerie du régiment Froberg
guerres napoléoniennes
La mutinerie du régiment Froberg en avril 1807 voit un régiment de soldats britanniques, mécontents de leurs conditions de recrutement, se rebeller et occuper le fort Ricasoli à Malte, faisant plusieurs victimes. Après l'écrasement de la rébellion, les meneurs seront exécutés par l'occupant britannique dans des conditions particulièrement dures. Cet épisode est considéré comme la plus importante mutinerie dans l'armée britannique au cours des guerres napoléoniennes.

## Le régiment Froberg
En décembre 1803, Gustave de Montjoie, un royaliste français qui se prétend comte de Froberg, parvient à obtenir du Bureau de la Guerre britannique l'autorisation de lever un régiment en Allemagne pour servir à Malte. Mais le recrutement est difficile : en mai 1805, il n'y a à Malte qu'un lieutenant et 10 hommes de troupe. Montjoie décide alors de changer de tactique, il va s'installer à Constantinople pour recruter principalement dans les Balkans avec des moyens peu scrupuleux : « Les manœuvres de tromperie les plus immorales et le mensonges étaient utilisés pour obtenir un grand nombre de recrues, qui étaient ensuite envoyées à Constantinople, puis aux Îles des Princes et enfin dans les quartiers maltais. ». Il semble qu'on ait promis à un grand nombre de fils de familles aisées d'être engagés comme officiers, et qu'ils se soient retrouvés déçus plus tard de n'avoir que le statut et la paie de simple soldat.
Grâce à ces méthodes malhonnêtes de recrutement, Froberg parvient à rassembler 500 hommes qui arrivent à Malte en avril 1806. Parmi eux, un grand nombre d'Albanais et de Grecs, mais aussi des Allemands, les Polonais, des Suisses, des Bulgares… et jusqu'à 32 nations différentes. Le régiment est sous le commandement militaire du major Schumelketel, mais surtout sous les ordres directs du lieutenant Schwartz, officier tyrannique qui a supervisé le processus de recrutement. Le régiment comprend 513 hommes : 483 soldats du rang, 12 sergents et 18 clairons.
À leur arrivée, le régiment passe sa quarantaine au lazaret. Ce lieu clos est l'occasion des premières difficultés pour les soldats qui commencent à comprendre la tromperie dont ils ont été victimes. Beaucoup ne voulaient pas venir à Malte et la plupart veulent retourner à Corfou. Ce n'est que sous la menace de Schwartz de leur couper les vivres que les soldats se calment un peu.
À la fin de leur quarantaine, le régiment est autorisé à circuler librement, sans surveillance, ni armes ni uniformes. Ils se mettent à traîner dans les rues de La Valette, se querellant entre eux ou avec les Maltais. Ces derniers accueillent avec réticence ces nationalités qu'ils assimilent parfois à des Turcs. Le général William Villettes, commandant en chef des forces britanniques à Malte pressent des difficultés. Le régiment est finalement confiné au fort Ricasoli et les soldats autorisés à sortir seulement en petits groupes. En novembre 1806, Villettes nomme le lieutenant-colonel James Barnes pour commander le régiment Froberg, mais cette décision, loin de calmer les esprits, ne fait qu'augmenter le ressentiment des soldats. La situation pendant l'hiver 1806-1807 devient explosive.

## La mutinerie

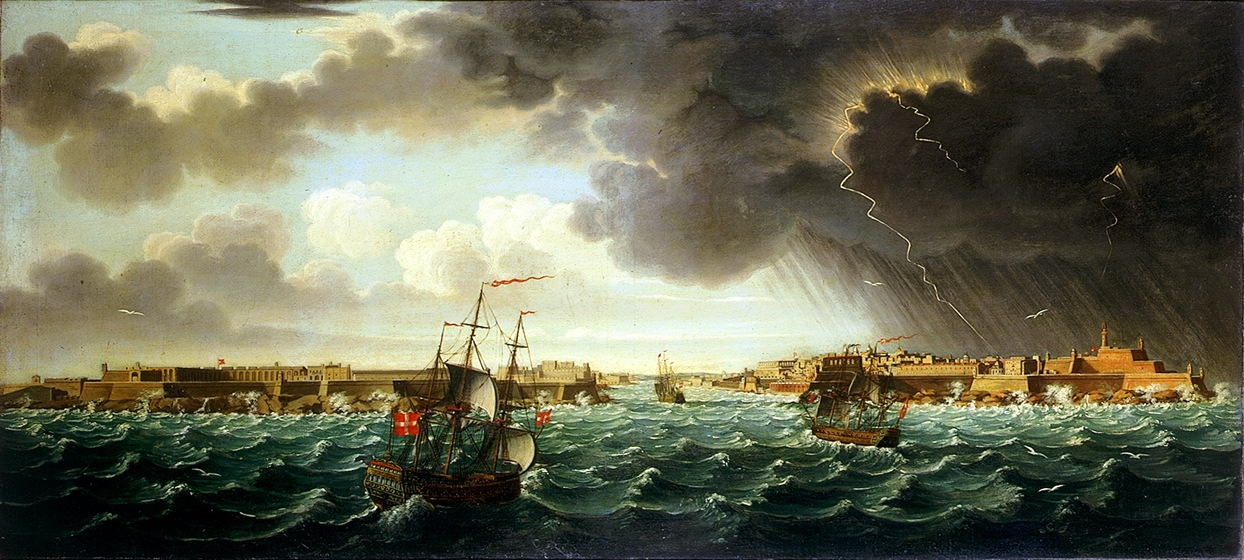
Entrée du Grand Port vers 1750, le fort Ricasoli est à gauche

### Le 4 avril 1807
Vers 15 heures le samedi 4 avril 1807, 200 Grecs et Albanais du régiment se soulèvent dans le but de s'enfuir à Corfou. Leur chef est le gréco-bulgare Caro Mitro. En l'absence de Barnes, ils tuent le lieutenant Schwartz et le capitaine Watterville, blessent sérieusement le major Schumelketel, et deux autres officiers. De la ville de La Valette, plusieurs tirs de mousquets se font entendre, puis les mutins pointent les canons du fort sur la ville. Le drapeau britannique est remplacé par un pavillon russe, les mutins déclarant se placer sous la protection de l'empire russe.
Certains soldats du régiment, ne soutenant pas la révolte, parviennent à s'enfuir du fort, sous le tir des mutins qui en touchent certains. Ils transmettent les nouvelles à l'état-major britannique, indiquant la mort de Schwartz et de Watterville, de même que l'assassinat de l'artilleur John Johnstone qui avait refusé de remettre les clés de l'armurerie. D'autres soldats également sont tués au début de la mutinerie. Un grand nombre de personnes résidant au fort sont prises en otage.
Devant la gravité des faits, Villettes mobilise immédiatement ses soldats qui prennent place autour du fort. Les canons du fort Saint-Elme, juste en face du fort Ricasoli sont pointés sur les mutins. Un message des rebelles parvient à Villettes, ils exigent de l'argent, un navire les transportant chez eux et l'immunité. Faute de quoi, ils menacent de tirer sur La Valette pour faire le plus de dégâts possible. Bien entendu, Villettes refuse ces revendications et leur ordonne de se rendre sans condition.

### Le 5 avril

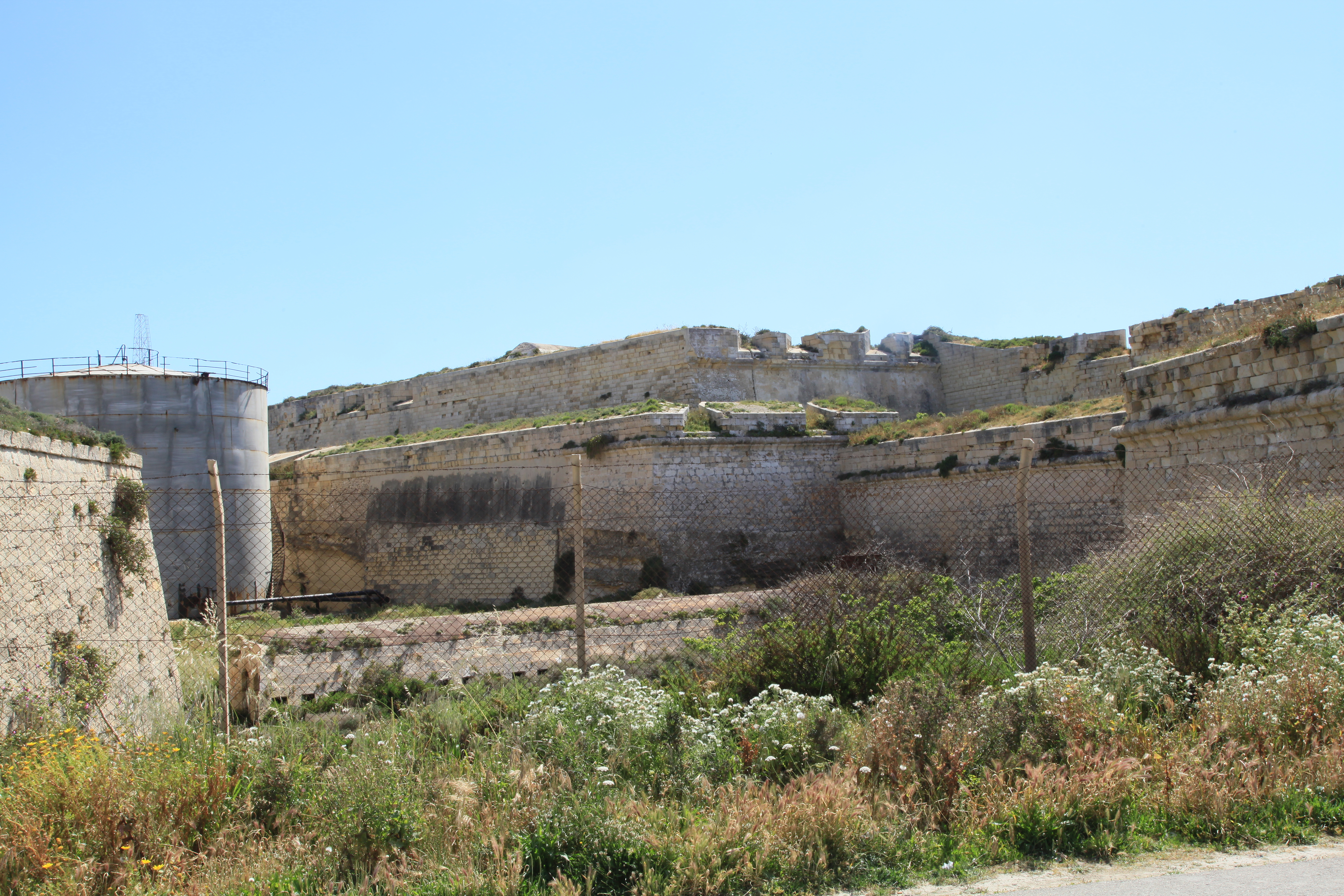
Vue du fort Ricasoli depuis l'intérieur des terres

Le lendemain matin, Villettes place ses troupes pour assiéger les rebelles. Les canons du fort Saint-Ange sont désormais pointés sur le fort voisin, d'autres canons sont installés sur les bastions de La Valette et protégés par des sacs de sable. Pas moins de 170 canons et 24 mortiers sont prêts à faire feu sur le fort Ricasoli. Villettes poursuit sa stratégie prudente, cherchant à affamer les assiégés, plutôt qu'à lancer un assaut. Cette prudence est interprétée comme une faiblesse par les mutins qui augmentent leurs exigences et exigent désormais des provisions pour 800 hommes sans quoi ils commenceront le bombardement de La Valette. Villettes sait que l'assaut serait sans doute victorieux, mais au prix de nombreux morts, parmi les nombreux otages comprenant des officiers et leur famille, et aussi des risques pour la population civile de la capitale.

### Les 6 et 7 avril
Dans la matinée du troisième jour, un nouveau message des mutins est transmis à Villettes, sans grand changement de leurs exigences. Le messager est un officier prisonnier, dont l'épouse est gardée en otage pour assurer son retour. Il rend compte des difficiles conditions de détention des otages. Peu après le retour du messager dans le fort, des signes de désaccords apparaissent au sein des rebelles : un drapeau blanc de reddition est hissé avant d'être enlevé de force, indiquant qu'une fraction est prête à se rendre. Pensant qu'il existe peut-être une issue de crise, Villettes envoie plusieurs prêtres grecs pour négocier mais la situation reste finalement bloquée. Le 7 avril n'apporte aucun signe d'évolution.

### Les 8 et 9 avril
À la grande surprise des autorités, le matin du 8 avril voit la libération des femmes et des enfants, mais les portes du fort se referment immédiatement après leur départ. Il devient évident désormais que les mutins souffrent du manque de vivres. Ils deviennent également encore plus désespérés et hostiles dans leurs négociations : ils lancent un premier ultimatum menaçant de faire sauter le fort s'ils ne reçoivent pas de vivres. Un peu plus tard, ils menacent de tuer tous les Anglais et les officiers si leurs demandes ne sont pas acceptées.
Les tensions s'accroissent chez les rebelles : un groupe d'Allemands et de Polonais réussit à ouvrir les portes du fort, certains parviennent à s'enfuir avant que les portes se referment à nouveau.
Le 9 avril ne voit aucune évolution de la situation.

### Du 10 au 12 avril, l'assaut
Les quelques mutins occupant encore le fort tirent sur la ville de La Valette, sans causer de dommage. Villettes décide alors de donner l’assaut. Un groupe de 40 hommes, sous la direction du lieutenant de Clermont (appartenant lui-même au régiment Froberg), escalade le fort le 11 avril et l'attaque à la faveur de l'obscurité. Ils se rendent rapidement maîtres des lieux, sans faire aucune victime. 
Un groupe de 6 rebelles cependant parvient à se réfugier dans la poudrière, menaçant de tout faire sauter. Deux jours plus tard, ils font exploser 600 barils de poudre à canon et tuent trois sentinelles britanniques. Dans la confusion qui s'ensuit, les 6 rebelles, dont Caro Mitro et son ami grec Nicola d’Anastasi, réussissent à s'échapper du fort et à rejoindre la campagne maltaise. Ils ne sont retrouvés et arrêtés que le 25 ou 26 avril à Calet Marcu, près de Baħar iċ-Ċagħaq.

## Sanctions et conséquences

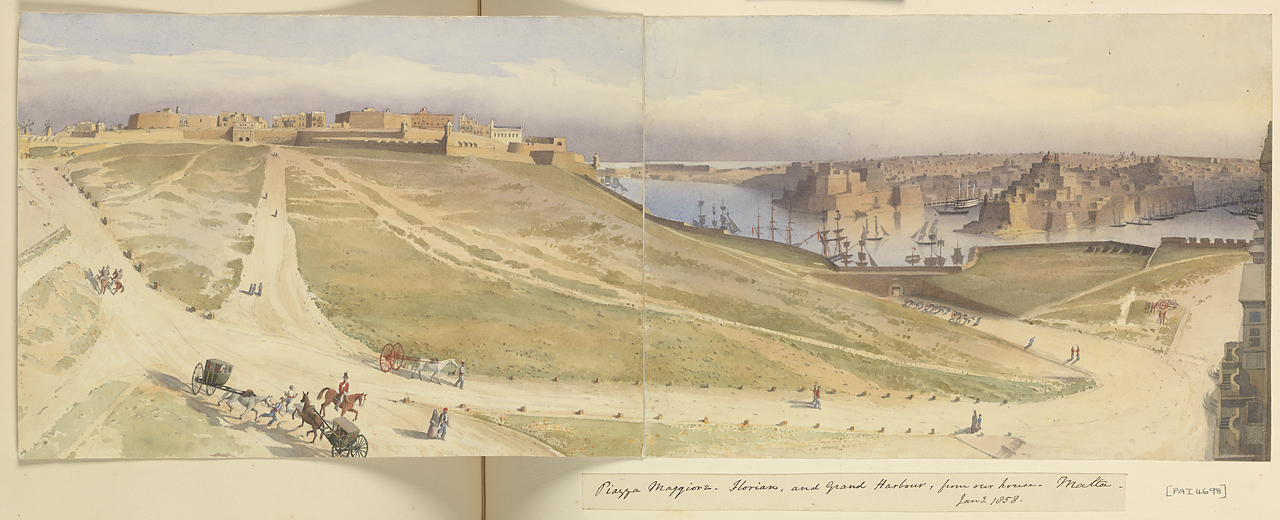
Place d'arme de Floriana où les mutins furent exécutés

Quatre des six derniers rebelles ont été pendus immédiatement après leur capture. 
Villettes organise ensuite rapidement le procès des mutins : 24 sont reconnus coupables et condamnés à mort. Dans une lettre adressée au général Fox, Villettes décrit les mutins comme des « sauvages féroces qui, dans les derniers instants de leur existence, ont montré de telles preuves horribles de leur dépravation extrême et de profanation barbare, que le spectateur ne pouvait qu'en être choqué et les soldats dégoûtés ». Il ne décrit cependant pas à son supérieur les méthodes très dures employées dans les exécutions qui se déroulèrent sur le terrain militaire de Floriana : les quinze premiers mutins sont divisés en trois groupes de cinq, chaque groupe est pendu par le groupe suivant. Le dernier groupe n'est pas pendu mais, menottés sans avoir les yeux bandés, ils sont fusillés par un peloton d'exécution constitué des prisonniers restants. Certains ne furent pas tués immédiatement et essayèrent de s'enfuir mais furent poursuivis et achevés. Dans son livre Malta 60 Years Ago, publié en 1875, Claudius Shaw écrit : « Ce n'est pas à un soldat qu'il appartient de faire des remarques sur ce qui est ordonné par ses supérieurs ; mais qu'une telle exécution soit ordonnée dans l'armée britannique au XIXe siècle est assez extraordinaire. Si une telle chose se produisait de nos jours, toute la presse la dénoncerait sans doute. »
Une commission d'enquête est ordonnée entre le 20 et 22 avril, et met au jour les méthodes douteuses du recrutement du régiment. Dans son rapport, la commission conclut que « le système inique pratiqué dans le recrutement de ce régiment était de la nature la plus coupable et même criminelle. » Au moins 350 hommes sont reconnus victimes de cette méthode de recrutement ; le régiment est dissout en juin 1807. Ceux qui souhaitent rejoindre les Balkans sont renvoyés chez eux, les autres réaffectés dans divers régiments britanniques, en particulier ceux de Roll et de Watteville.
Froberg lui-même (ou plutôt Montjoie) est informé de l'enquête alors qu'il est à Istanbul. Craignant d'être mis en cause dans cette affaire (et devant 30 000 livres au gouvernement anglais), il déserte pour le camp français. Plus tard, il se fait encercler dans un village par un groupe de cosaques, et selon les mots de Neale : « Il s'adossa contre le mur, et, l'épée à la main, il vendit chèrement sa vie, et fut littéralement taillé en pièces. »
Le fort lui-même est gravement endommagé. En plus de la poudrière, la plupart du demi-bastion Saint-Dominique est détruit et ne fut jamais reconstruit. Le montant des dommages causés au reste du fort s'éleva à 4 523 livres. 
Le fort fut de nouveau gravement endommagé durant la Seconde Guerre mondiale. Il est aujourd'hui en ruine et menacé par l'érosion côtière.